# Venus van Tan-Tan

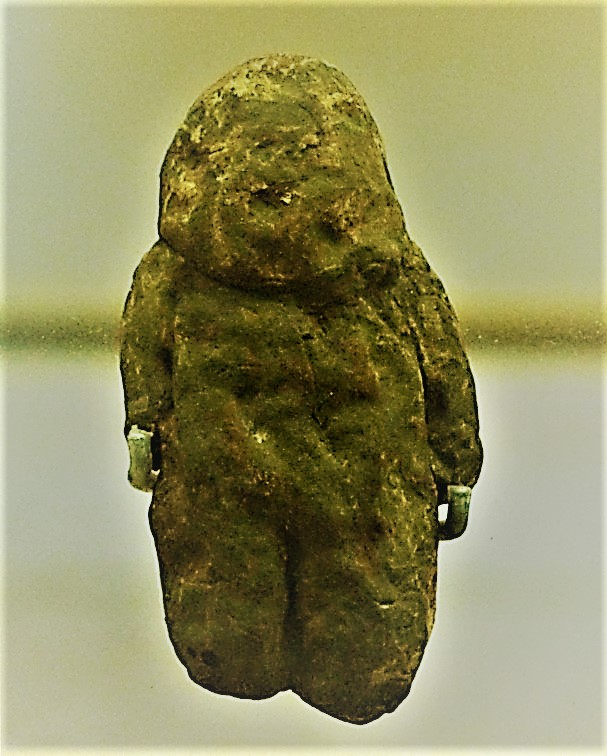
Venus van Tan-Tan

De Venus van Tan-Tan is een 6 cm hoog beeldje van kwartsiet dat in 1999 gevonden is bij archeologisch onderzoek niet ver van de stad Tan-Tan in Marokko. De leeftijd werd door de vinders tussen de 300.000 en 500.000 jaar oud geschat, het geslacht is onduidelijk. Evenals het vergelijkbaar oude beeldje dat Venus van Berekhat Ram is genoemd behoort het waarschijnlijk tot de oudste voorstellingen van de menselijke gestalte. Er zijn sporen van rode oker op aangetroffen, zodat het ook een van de oudste voorbeelden van kleurgebruik zou zijn.
Het beeldje wordt vaak ingedeeld bij de prehistorische Venusfiguren hoewel archeologen het niet helemaal eens zijn over wat het is. De ontdekker en zijn aanhangers, onder anderen Robert Bednarik, stellen dat de steen waarschijnlijk al een enigszins menselijke vorm had en dat die vormen alleen maar met een beitel moesten worden geaccentueerd. De pigmenten werden aansluitend geïnterpreteerd als een manier om het menselijke te benadrukken. Tegenstanders, onder wie Stanley Ambrose van de Universiteit van Illinois te Urbana-Champaign zijn van mening dat de steen door natuurlijke processen toevallig deze vorm heeft gekregen.